# Abd al-Samad
Pour les articles homonymes, voir Samad.

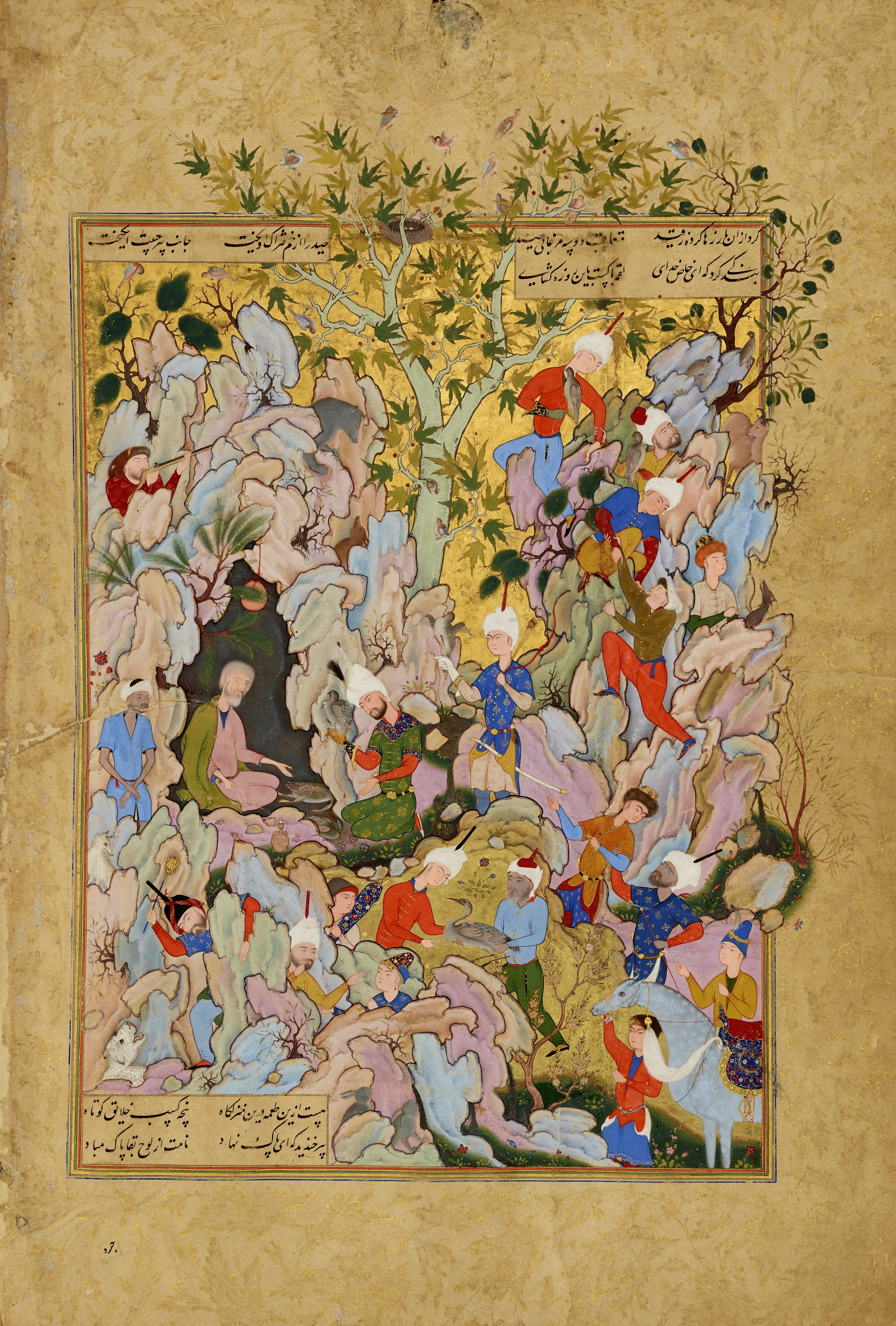
Miniature de Mirza Ali, v. 1556-1565

Abd al-Samad est un peintre persan originaire de Chiraz (fin XVIe siècle), invité en Inde par Akbar pour y enseigner l'art de la miniature.

## Biographie
Abd al-Samad (nom qui signifie « esclave de l'Éternel ») ou Khwaja Abdus Samad est un peintre du XVIe siècle, auteur de miniatures persanes, ayant émigré en Inde où il est devenu l'un des maîtres fondateurs de la miniature moghole et plus tard, le titulaire d'un certain nombre de hautes charges administratives. Dans l'Iran moderne, il est appelé "de Shiraz". Sous les Moghols, la carrière de Samad, de 1550 à 1595 environ, est relativement bien documentée, et un certain nombre de miniatures de cette période lui sont attribuées. À partir de 1572 environ, il dirige l'atelier impérial de l'empereur Akbar et « c'est sous sa direction que le style moghol est venu à maturité ». 
En 2003, Barbara Brend, spécialiste de premier plan, a soutenu que Samad serait la même personne que Mirza Ali, un artiste persan dont la carrière documentée semble se terminer au moment où Abd al-Samad commence à travailler pour les Moghols.